# Campeonato Europeo de Voleibol Masculino de 1993
El Campeonato Europeo de Voleibol Masculino de 1993 fue la XVIII edición del Campeonato Europeo de Voleibol, realizada entre el 4 y el 12 de septiembre de 1993 en Finlandia y organizado por la CEV.

## Formato
Los 12 equipos participantes fueron divididos en dos grupos de seis integrantes: de cada grupo el 1.º y el 2.º pasan a semifinales, mientras que el 3.º y el 4.º se disputan los puestos de 5.º a 8.º.

## Equipos
El anfitrión y los primeros siete equipos de la edición anterior se calificaron por derecho, las 4 plazas restantes se repartieron después de una fase de calificación.
- GRUPO A
  -  Bulgaria (5° puesto en el  Campeonato Europeo 1991)
  -  Checoslovaquia (Torneo de clasificación)
  -  Francia  (9° puesto en el  Campeonato Europeo 1991)[2]
  -  Italia (Subcampeón en el  Campeonato Europeo 1991)
  -  Países Bajos (3° puesto en el  Campeonato Europeo 1991)
  -  Suecia (Torneo de clasificación)

- GRUPO B
  -  España (Torneo de clasificación)
  -  Finlandia (País anfitrión)
  -  Alemania (4° puesto en el  Campeonato Europeo 1991)
  -  Polonia (7° puesto en el  Campeonato Europeo 1991)
  -  Rusia (Campeón en el  Campeonato Europeo 1991)
  -  Ucrania (Torneo de clasificación)

## Primera Fase

### Grupo A -Oulu
| Fecha | Partido                       | Resultado                          |
| 04/09 | Italia - Bulgaria             | 3-1 (15-6,15-8,13-15,15-8)         |
| 04/09 | Países Bajos - Francia        | 3-0 (15-7,15-10,15-3)              |
| 04/09 | Checoslovaquia - Suecia       | 3-1 (7-15,15-13,15-13,15-10)       |
| 05/09 | Italia - Francia              | 3-1 (15-4,16-14,15-17,16-14)       |
| 05/09 | Países Bajos - Checoslovaquia | 3-1 (15-3,5-15,15-13,15-3)         |
| 05-09 | Bulgaria - Suecia             | 3-0 (15-12,,15-3,15-8)             |
| 06/09 | Italia - Checoslovaquia       | 3-0 (15-3,15-6,15-2)               |
| 06/09 | Bulgaria - Francia            | 3-1 (15-11,15-13,13-15,15-11)      |
| 06/09 | Países Bajos - Suecia         | 3-0 (15-8,15-13,15-7)              |
| 08/09 | Francia - Checoslovaquia      | 3-2 (12-15,15-6,15-8,7-15,15-13)   |
| 08/09 | Países Bajos - Bulgaria       | 3-0 (15-10,15-3,15-10)             |
| 08/09 | Italia - Suecia               | 3-0 (15-4,15-3,15-10)              |
| 09/09 | Checoslovaquia - Bulgaria     | 3-2 (7-15,17-15,15-12,13-15,15-10) |
| 09/09 | Italia - Países Bajos         | 3-1 (15-4,15-10,11-15,15-11)       |
| 09/09 | Francia - Suecia              | 3-0 (15-11,15-8,15-10)             |

| Clasificación | Clasificación  | Clasificación | Clasificación | Clasificación | Clasificación | Clasificación | Clasificación | Clasificación |
| Pos.          | Equipo         | Puntos        | P.G.          | P.P.          | Sets G.       | Sets P.       | Tantos G.     | Tantos P.     |
| ------------- | -------------- | ------------- | ------------- | ------------- | ------------- | ------------- | ------------- | ------------- |
| 1.º           | Italia         | 10            | 5             | 0             | 15            | 3             | 266           | 153           |
| 2.º           | Países Bajos   | 9             | 3             | 2             | 4             | 1             | 225           | 161           |
| 3.º           | Bulgaria       | 7             | 2             | 3             | 9             | 10            | 230           | 243           |
| 4.º           | Checoslovaquia | 7             | 2             | 3             | 9             | 12            | 221           | 277           |
| 5.º           | Francia        | 7             | 2             | 3             | 8             | 11            | 228           | 251           |
| 6.º           | Suecia         | 5             | 0             | 5             | 1             | 15            | 147           | 232           |

### Grupo B -Turku
| Fecha | Partido              | Resultado                          |
| 04/09 | Finlandia - España   | 3-1 (14-16,15-13,15-12,16-14)      |
| 04/09 | Rusia - Ucrania      | 3-0 (15-2,15-4,15-5)               |
| 04/09 | Alemania - Polonia   | 3-2 (12-15,6-15,15-12,15-12,15-6)  |
| 05/09 | Rusia - Finlandia    | '3-0' (15-7,15-5,15-13)            |
| 05/09 | Polonia - España     | 3-0 (15-12,15-13,15-13)            |
| 05/09 | Alemania - Ucrania   | 3-0 (15-16,15-13,16-14)            |
| 06/09 | Rusia - España       | 3-1 (9-15,15-2,15-9,15-8)          |
| 06/09 | Alemania - Finlandia | 3-2 (15-10,15-17,8-15,15-7,15-12)  |
| 06/09 | Ucrania - Polonia    | 3-1 (15-9,5-15,15-12,15-9)         |
| 08/09 | Rusia - Alemania     | 3-0 (15-8,15-9,15-5)               |
| 08/09 | Polonia - Finlandia  | 3-1 (15-2,12-15,15-7,15-9)         |
| 08/09 | Ucrania - España     | 3-1 (15-5,8-15,15-6,15-7)          |
| 09/09 | Rusia - Polonia      | 3-1 (12-15,15-9,15-8,15-5)         |
| 09/09 | Ucrania - Finlandia  | 3-2 (15-10,14-16,15-6,13-15,15-12) |
| 09/09 | Alemania - España    | 3-2 (15-6,15-8,11-15,10-15,15-7)   |

| Clasificación | Clasificación | Clasificación | Clasificación | Clasificación | Clasificación | Clasificación | Clasificación | Clasificación |
| Pos.          | Equipo        | Puntos        | P.G.          | P.P.          | Sets G.       | Sets P.       | Tantos G.     | Tantos P.     |
| ------------- | ------------- | ------------- | ------------- | ------------- | ------------- | ------------- | ------------- | ------------- |
| 1.º           | Rusia         | 10            | 5             | 0             | 15            | 2             | 246           | 129           |
| 2.º           | Alemania      | 9             | 4             | 1             | 12            | 9             | 265           | 242           |
| 3.º           | Ucrania       | 8             | 3             | 2             | 9             | 10            | 211           | 228           |
| 4.º           | Polonia       | 7             | 2             | 3             | 10            | 10            | 244           | 241           |
| 5.º           | Finlandia     | 6             | 1             | 4             | 8             | 13            | 238           | 297           |
| 6.º           | España        | 5             | 0             | 5             | 5             | 15            | 211           | 278           |

## Segunda Fase

### Playoff 5°- 8° puesto
|  | Eliminatoria del 5º al 8º | Eliminatoria del 5º al 8º |   |                         | Partido por el 5º lugar | Partido por el 5º lugar |  |
|  |                           |                           |   |                         |                         |                         |  |
|  | Turku, 11 de septiembre   |                           |   |                         |                         |                         |  |
|  | Bulgaria                  | 3                         |   |                         |                         |                         |  |
|  | Polonia                   | 1                         |   |                         |                         |                         |  |
|  |                           |                           |   |                         |                         |                         |  |
|  |                           |                           |   |                         | Turku, 12 de septiembre |                         |  |
|  |                           |                           |   |                         | Bulgaria                | 3                       |  |
|  |                           | Ucrania                   | 2 |                         |                         |                         |  |
|  |                           |                           |   |                         |                         |                         |  |
|  |                           |                           |   |                         |                         |                         |  |
|  |                           |                           |   |                         | Partido por el 7º lugar |                         |  |
|  | Turku, 11 de septiembre   | Turku, 11 de septiembre   |   | Turku, 12 de septiembre | Turku, 12 de septiembre |                         |  |
|  | Ucrania                   | 3                         |   | Polonia                 | 3                       |                         |  |
|  | Checoslovaquia            | 0                         |   |                         | Checoslovaquia          | 1                       |  |

| Fecha | Partido                  | Resultado                    |
| 11/09 | Bulgaria – Polonia       | 3-1 (10-15,15-10,15-1,15-11) |
| 11/09 | Ucrania – Checoslovaquia | 3-0 (15-7,15-13,15-6)        |

| Fecha | Partido                 | Resultado                    |
| 12/09 | Polonia- Checoslovaquia | 3-1 (15-10,12-15,16-14,15-7) |

| Fecha | Partido            | Resultado                        |
| 12/09 | Bulgaria - Ucrania | 3-2 (8-15,15-5,15-3,12-15,15-11) |

### Playoff medallas
|  | Semifinales            | Semifinales            |   |          | Final                  | Final                  |  |
|  | Turku,11 de septiembre | Turku,11 de septiembre |   |          | Turku,12 de septiembre | Turku,12 de septiembre |  |
|  |                        |                        |   |          |                        |                        |  |
|  |                        |                        |   |          |                        |                        |  |
|  | Italia                 | 3                      |   |          |                        |                        |  |
|  | Alemania               | 0                      |   |          |                        |                        |  |
|  |                        |                        |   |          |                        |                        |  |
|  |                        |                        |   |          |                        |                        |  |
|  |                        |                        |   |          | Italia                 | 3                      |  |
|  |                        | Países Bajos           | 2 |          |                        |                        |  |
|  |                        |                        |   |          |                        |                        |  |
|  |                        |                        |   |          |                        |                        |  |
|  |                        |                        |   |          | Tercer lugar           |                        |  |
|  |                        |                        |   |          |                        |                        |  |
|  | Países Bajos           | 3                      |   | Alemania | 1                      |                        |  |
|  | Rusia                  | 0                      |   |          | Rusia                  | 3                      |  |

| Fecha | Partido              | Resultado             |
| 11/09 | Italia – Alemania    | 3-0 (15-1,15-6,15-11) |
| 11/09 | Países Bajos – Rusia | 3-0 (15-11,15-8,15-2) |

| Fecha | Partido          | Resultado                 |
| 12/09 | Alemania - Rusia | 1-3 (3-15,15-9,8-15,5-15) |

| Fecha | Partido               | Resultado                       |
| 12/09 | Italia – Países Bajos | 3-2 (15-6,15-5,13-15,8-15,15-9) |

## Clasificación final
| 1.º  | Italia         |
| 2.º  | Países Bajos   |
| 3.º  | Rusia          |
| 4.º  | Alemania       |
| 5.º  | Bulgaria       |
| 6.º  | Ucrania        |
| 7.º  | Polonia        |
| 8.º  | Checoslovaquia |
| 9.º  | Francia        |
| 10.º | Finlandia      |
| 11.º | España         |
| 12.º | Suecia         |

## Medallero
|                    |              |       |
| Italia (2° título) | Países Bajos | Rusia |